# Hilarographa bathychtra
Hilarographa bathychtra is een vlinder uit de familie bladrollers (Tortricidae). De wetenschappelijke naam van het soort is, als Heppnerographa bathychtra, voor het eerst geldig gepubliceerd in 2005 door Józef Razowski & Volker Pelz. De combinatie in Hilarographa werd in 2007 door Razowski & Pelz gemaakt.

## Type
- holotype: "male. 20.X.2002. leg. Gielis & Pelz. genitalia slide no. GU 1910-V.P"
- instituut: SMFL, Frankfurt-am-Main, Duitsland
- typelocatie: "Ecuador, Tungurahua Province, 20 km E Baos, San Francisco, 1°24'39"S, 78°14'23"W"